# Универзитет у Рочестеру
Универзитет у Рочестеру (енгл. University of Rochester) је приватни универзитет у Рочестеру. Уписује га око 6.800 студената, док отприлике 5.000 дипломира. Основан је 1850. године, док се 1955. преселио у данашњи кампус. Са око 30.000 запослених, највећи је приватни послодавац у Њујорку и седми у истоименој држави.